# Брага, Никита Сергеевич
Никита Сергеевич Брага (род. 5 января 1999) — венгерский артист музыкального театра, певец и танцор российского происхождения. Лауреат премии Кошута, премии имени Ясаи Мари, «Выдающийся артист» и «Заслуженный артист». Лауреат премии «Надежда романса» Международного конкурса молодых исполнителей и авторов «Весна романса».

## Биография
Родился 5 января 1999 года в Санкт-Петербурге в семье артистов Санкт-Петербургского театра музыкальной комедии. В 2016 году окончил ГБОУ российскую гимназию при государственном русском музее. Окончил музыкальную школу имени Н.А. Римского-Корсакова по специальности «вокалист».
После окончания школы уехал учиться в Венгрию, в Академию изящных искусств при Будапештском театре оперетты, которую с отличием окончил в 2020 году. С 2016 по 2021 год был студентом бродвейской студии Pest. Регулярно играет в театрах Будапешта и в сельской местности.
В 2010 году дебютировал в мюзикле «Оливер!» в главной роли Оливера Твиста в Санкт-Петербургском театре музыкальной комедии. С января 2025 года исполняет роль Ромео в мюзикле «Ромео и Джульетта» в венгерской версии КЕРО и с апреля в российском мюзикле «Капитанская дочка» роль Петра Гринёва. С ноября 2024 года участник концерта-спектакля «Хиты Бродвея и не только...».
Лауреат специальной премии имени Валерия Агафонова «Надежда романса» на Международном конкурсе молодых исполнителей и авторов «Весна романса» в 2014 году.
В рамках сотрудничества с киностудией «Невафильм» принимал участие в озвучивании фильмов «Хроники Нарнии: Покоритель Зари», «Мы купили зоопарк», «Моя няня — вампир» и других.
Принял участие в записи альбома «Белка Миси» в 2023 году.
В 2024 году принял участие в постановке мюзикла «Ромео и Джульетта» в роли Ромео, приуроченной 20-летнему юбилею. Принимает участие в концертах и мероприятиях с артистами оперетты и мюзиклов.
В апреле 2025 года принял участие в концерте «Чудо любви» и записи нового выпуска шоу «Обсудим в антракте» в рубрике «Актёрская кухня» от Musical Universe, не смог по болезни принять участие в мюзикле «We Will Rock You» в роли Галилео на музыку Queen от PS Production. В феврале с концертным выступлениям в составе группы «Brodway Stars Company».
Осенью 2025 года в театре Эркель исполнит роль короля Венгрии Ладислава в мюзикле «Трон» на музыку Левенте Юхаса, рассказывающий о семьи Хуньяди в середине XV века, и роль кронпринца Рудольфа, наследника Австро-Венгерской империи, в мюзикле «Элизабет» на музыку Сильвестра Левая.

## Театральные работы

### Санкт-Петербургский театр музыкальной комедии
- 2010 — «Оливер!» — Оливер Твист[18]
- 2014 — «Аладдин» — Журналист[19]
- 2024 — «Ромео и Джульетта» — Ромео[20][21][22][23][24][25][26]
- 2024 — «Хиты Бродвея и не только…» — Ромео, Мариус, Моцарт, Крис
- 2025 — «Капитанская дочка» — Пётр Гринёв

### Будапештский театр оперетты
- 2016 — «Леди Будапешт» — Капитан
- 2017 — «Пробуждение весны» — Эрнст
- 2017 — «Страж башни Нотр-Дам»
- 2018 — «Дориан Грей» — Эдриан
- 2018 — «Король Иштван» — Принц Бела
- 2018 — «Заклинание Богу» — Иуда
- 2019 — «Прекрасный летний день» — Шандор
- 2020 — «Унесенные ветром» — Чарльз Гамильтон
- 2021 — «Молодость, глупость» — Бан Шандор
- 2023 — «Пятница 13» — Николай Павароттович
- 2024 — «Ромео и Джульетта» — Ромео

### Веспремский театр Петёфи
- 2022 — «Моцарт!» — Моцарт

### Открытая сцена наострове Маргит
- 2022 — «Моцарт!» — Моцарт

### Венгерский театр - PS Produkció
- 2022 — «Бал вампиров» — Соло ночного кошмара
- 2023 — «Создатели звезд» — Апостол Павел

### Театр RaM-Art
- 2023 — «Апостолы, или я не могу жить без тебя» — Бенце
- 2023 — «Белка Миси» — Крокодил, Шакал[27]

### Театр Veres 1 Szinház
- 2024 — «Прекрасный летний день» — Петер Варга

### Театр Madach Szinház
- 2025 — «Отверженные» — Мариус[28]

### Спорт-арена Папп Ласло
- 2024 — «Ромео и Джульетта» — Ромео

### Театр Каринти
- «Пугливое существо»

### Сегедский фестиваль под открытым небом
- «Титаник»

### Театр Морича Жигмонда в Ньиредьхазе
- «Прекрасный летний день» — Петер Варга
- «Сисси, королева Венгрии» — Несмелый Кальман
- «Белка Миси» — Крокодил, Шакал

### Театр Эркель
- «Трон» — Король Венгрии Ладислав
- «Элизабет» — Рудольф

### Озвучивание
- 2010 — фильм «Хроники Нарнии: Покоритель Зари» — Уилл Поултер — Eustace Scrubb
- 2011 — фильм «Мистическая пятёрка» — Spooky Buddies — Billy
- 2011—2015 — сериал «В ударе» — Дилан Райли Снайдер — Milton Krupnick
- 2011—2012 — сериал «Моя няня — вампир» — Камерон Кеннеди — Rory
- 2011 — фильм «Мы купили зоопарк» — Колин Форд — Dylan Mee
- 2014 — сериал «Неправильная мама / Эвермор» — Джордж Сиа — Seb Crossley